# Дзектажево
Дзектажево (пол. Dziektarzewo) — село в Польщі, у гміні Бабошево Плонського повіту Мазовецького воєводства.
Населення — 187 осіб (2011).
У 1975-1998 роках село належало до Цехановського воєводства.

## Демографія
Демографічна структура станом на 31 березня 2011 року:
|          | Загалом | Допрацездатний вік | Працездатний вік | Постпрацездатний вік |
| -------- | ------- | ------------------ | ---------------- | -------------------- |
| Чоловіки | 96      | 25                 | 61               | 10                   |
| Жінки    | 91      | 14                 | 57               | 20                   |
| Разом    | 187     | 39                 | 118              | 30                   |